# 冨樫光明
冨樫 光明（とがし みつあき、1971年 - ）は、日本のリングアナウンサー。「日本のマイケル・バッファー」の異名を持つ。
日本ボクシングコミッション（JBC）の職員でもあり2021年5月には本部事務局業務部長に就任した。

## 人物
獨協大学を経て、日本ボクシングコミッション（JBC）リングアナウンサーとなる。
リングアナウンサーとなったきっかけは、1998年にスポーツ紙でJBC役員の募集広告を目にしたことからであった。山口勝治のもとで1年の研修を受け、1999年にデビューした。2000年8月に初めて日本タイトルマッチ（保住直孝 対 鈴木悟）を担当。2001年9月には初めて世界タイトルマッチ（セレス小林 対 ヘスス・ロハス）を担当した。
選手の戦績やニックネームのアナウンスは日本テレビ放送網の船越雅史が先駆となったが、JBCに所属するリングアナウンサーとしてそれらをコールするようになったのは冨樫が初であった。また、勝者の名前をコールする前にジャッジ3人による採点結果を発表するが、これを読み上げる順番にも気を配っている。
その他、冨樫は判定決着時の採点発表や、KOやTKO、負傷判定で試合がストップした際のアナウンスでレフェリーやジャッジの名をフルネームで読み上げ、タイトルの懸かった試合では試合役員を紹介してノンタイトルマッチとの差別化を図り、王者を他の王者と分けて個人の肩書きとして紹介するために何代目王者とコールするようにした。キャリア初期は英語を多用していたが、後に日本語を主体としたアナウンスでリズム感を演出するようになった。
内山高志が2005年にプロデビューした時に「ノックアウト・ダイナマイト」と紹介したことをきっかけに、「ノックアウト・ダイナマイト」が内山のニックネームとして定着するなどボクシング界に影響を与えている。
リングアナとして世界タイトルマッチなど東日本を中心に多くの試合でアナウンスを担当している。
又、2019年からはボートレースからも声が掛かりボートレースバトルチャンピオントーナメントの開会式のリングアナウンサーを担当する等とボクシングを飛び出し様々なスポーツでリングアナウンサーとして活躍している。